# Palanquée
Une palanquée est un ensemble de marchandises déplacées à l'aide d'un palan. Cela peut être notamment la quantité de poissons déchargée d'un chalutier. Par extension, le terme a évolué depuis le vocabulaire de la pêche pour désigner en France un groupe de plongeurs effectuant la même plongée sous-marine (même durée de plongée, même profondeur et même trajet).
Au figuré, le terme fait référence à une grosse quantité, une multitude de quelque chose.

## Plongée sous-marine

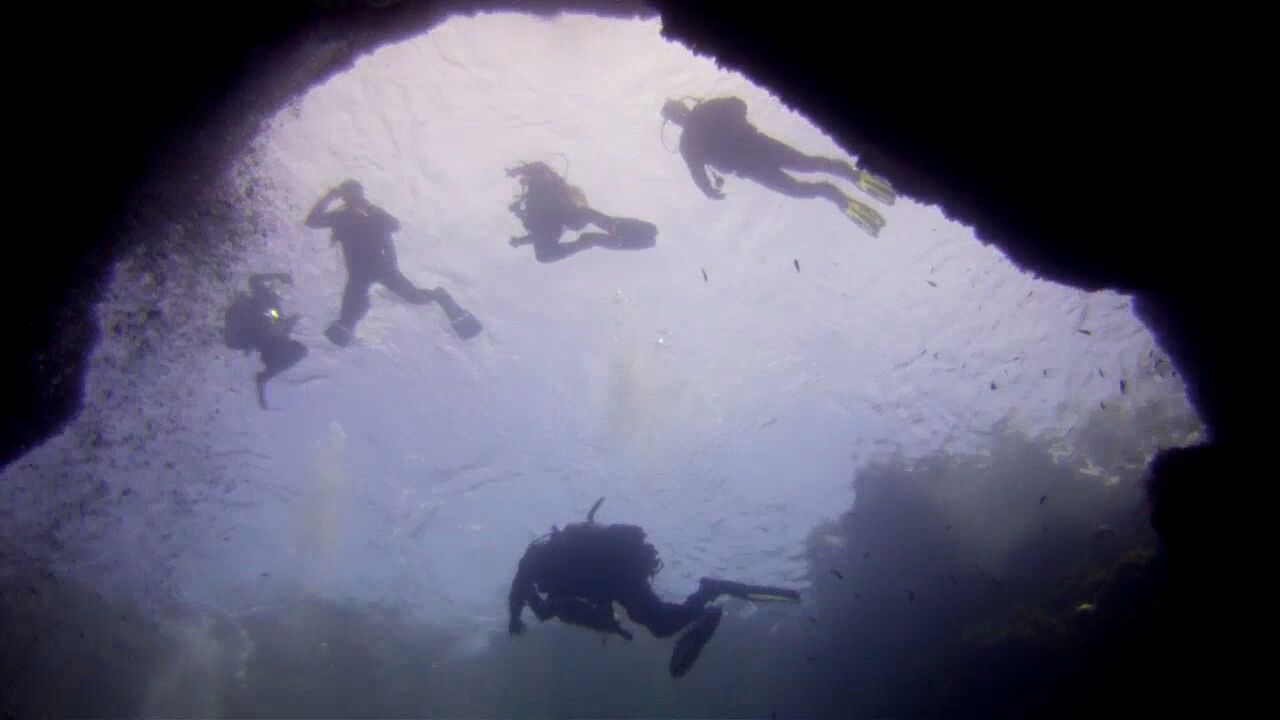
Une palanquée de plongeurs

En France, la notion de palanquée est décrite à l'article A322-73 du Code du sport. Une fois constituée, une palanquée est indivisible[réf. nécessaire]. Elle symbolise l'esprit de solidarité qui prévaut dans l'activité plongée. Les effectifs d'une palanquée vont de deux à six plongeurs selon les conditions et sont également détaillés dans le Code du sport. L'annexe  III-16 a de l'article A322-82 du code du sport   définit les conditions d'évolution en enseignement en plongée à l'air en milieu naturel. L'annexe III-16b de l'article A322-82 définit les conditions d'évolution en exploration en plongée à l'air en milieu naturel. 